# Cuapiaxtla
Cuapiaxtla è una città dello stato di Tlaxcala, nel Messico centrale, capoluogo della omonima municipalità.
La municipalità conta 13.671 abitanti (2010) e ha un'estensione di 84,69 km².
Il nome Cuapiaxtla in lingua nahuatl significa luogo dei monti.